# 谢尔盖·博亚尔斯基
谢尔盖·米哈伊洛维奇·博亚尔斯基（羅馬化：Sergey Mikhaylovich Boyarskiy；1980年1月24日—）是俄罗斯政治人物，第七届和第八届国家杜马代表。
谢尔盖·博亚尔斯基出生于俄罗斯著名演员米哈伊尔·博亚尔斯基和拉里莎·卢皮安的家庭，他小时候甚至出演过几部电影。2002年，他毕业于西北管理学院，2012年毕业于俄罗斯联邦总统国民经济与国家行政学院。2011年，他竞选第五届圣彼得堡立法议会议员。2012年，他被任命为圣彼得堡州长格奥尔基·波尔塔夫琴科的顾问。2012年至2016年，他还担任圣彼得堡电视频道的负责人。2021年12月，他担任统一俄罗斯党圣彼得堡分会负责人。
2016年，谢尔盖·博亚尔斯基当选第七届国家杜马代表。2021年，再次当选第八届国家杜马议员。

## 制裁
博亚尔斯基于2022年因俄乌战争而受到英国政府和美国财政部制裁。